# Небо любви
Небо любви (яп. 恋空 койдзора, Koizora) — романтический мобильный роман-бестселлер, написанный в 2005 году анонимной писательницей под псевдонимом Мика. Был опубликован на сайте для мобильной литературы, главы выходили исключительно для чтения с мобильных телефонов. На «Небо любви» подписались приблизительно 20 млн человек.
В октябре 2006 года «Небо любви» была издана компаний Starts Publications в двух томах и разошлись тиражом более 2 млн копий.
Роман очень быстро стал популярен и превратился в феномен массовой культуры Японии. По его сюжету были сняты кинофильм, телевизионный сериал (дорама) и выпущена манга.

## Телесериал
Шестисерийный телесериал (дорама) «Небо любви» транслировался в 2008 году по телеканалу TBS. Главную роль исполнила Эрэна Мидзусава.
Сюжет сериала основан на событиях книги. Главная героиня Мика Тахара влюбляется в Сакурая Хироки, от чего тот бросает свою девушку. Бывшая девушка Хиро — Саки — затаивает злобу на Мику, и пытается сделать её жизнь невыносимой. Хиро клянется, что будет защищать Мику во что бы то ни стало, даже если обидчицей будет девчонка. Через год Хиро узнает что у него рак, и чтоб не травмировать Мику, бросает её, говоря что их больше ничего не связывает. Мика встречает нового парня, а Хиро тем временем в больнице. Он все время думает о Мике, и никак не может её забыть. Друг Хиро говорит Мике что у него рак, и что он ждет её в больнице. Тахара бросает своего парня, и бежит на встречу к Хиро. Они опять вместе. Через три месяца Мике сообщают что Хиро умирает, она бежит в больницу но не успевает — Хиро уже мертв.